# Nationaal park Aigüestortes i Estany de Sant Maurici
Nationaal park Aigüestortes i Estany de Sant Maurici  is een nationaal park in de provincie Lleida in Catalonië in Spanje. Het park ligt in de Pyreneeën en kenmerkt zich vooral door de vele bergmeren en bergrivieren. Het park wordt begrensd door de waterscheiding vanaf een ring van bergtoppen variërend in hoogte van 2750 tot 3050 meter. Hier omheen ligt nog de zogeheten perifere zone, een gebied met beperktere natuurbescherming dan in het nationaal park. De perifere zone heeft een oppervlakte van ongeveer 1,5 keer die van het park.
Het park is een ontwikkeld wandelgebied. Het bevat, naast een deel van het lange afstandswandelpad GR-11, veel korte en langere wandelpaden. In en om het park zijn meer dan 10 berghutten.
Aan de oostkant is de plaats Espot de toegangspoort voor het park. Aan de westkant zijn er meerdere plaatsen in het dal van de Noguera de Tor, die als uitvalsbasis kunnen dienen: Boí, Caldes de Boí en Taüll. De dalen aan de westkant herbergen (overblijfselen van) veel romaanse kerken.

## Afbeeldingen

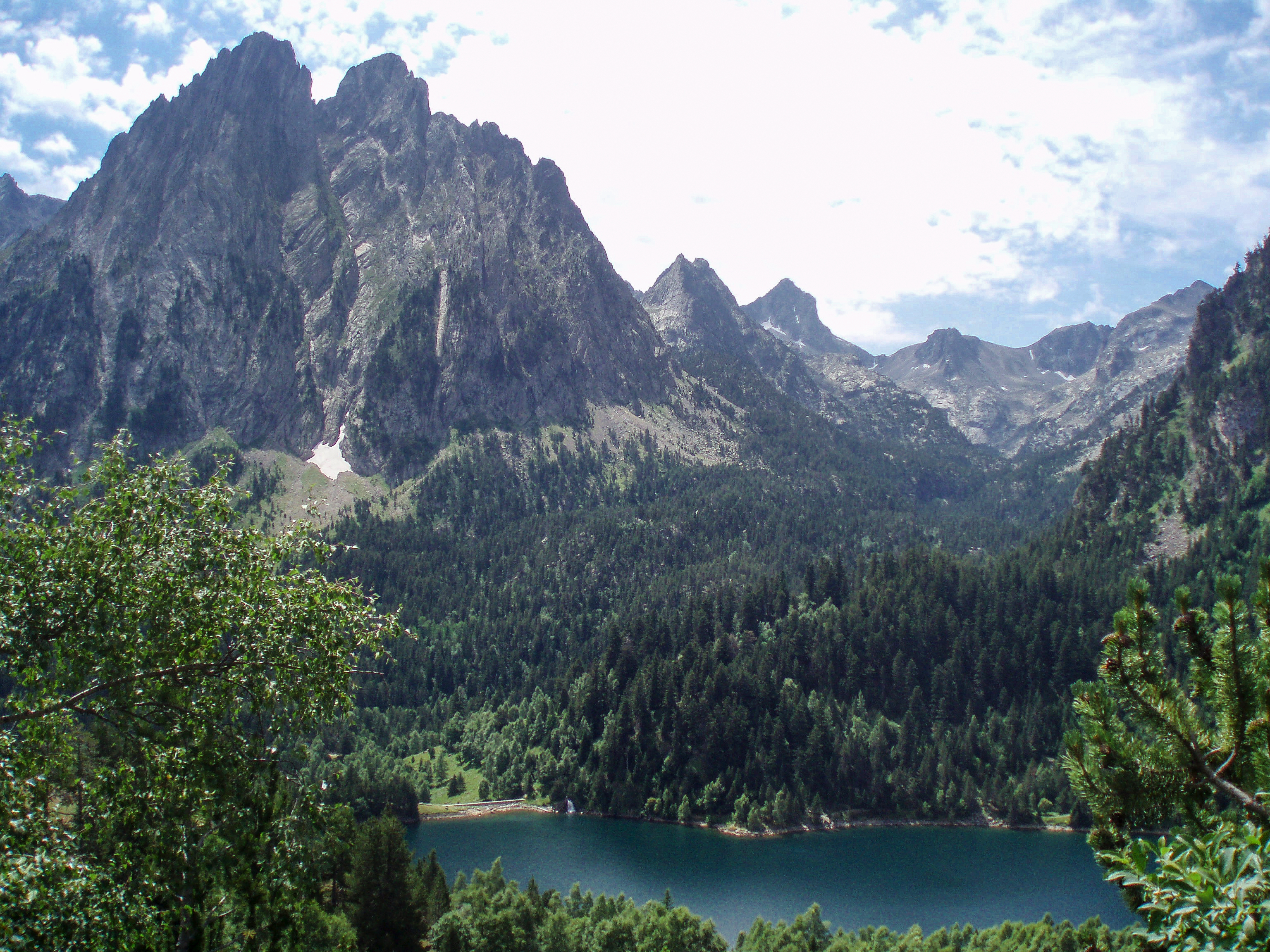
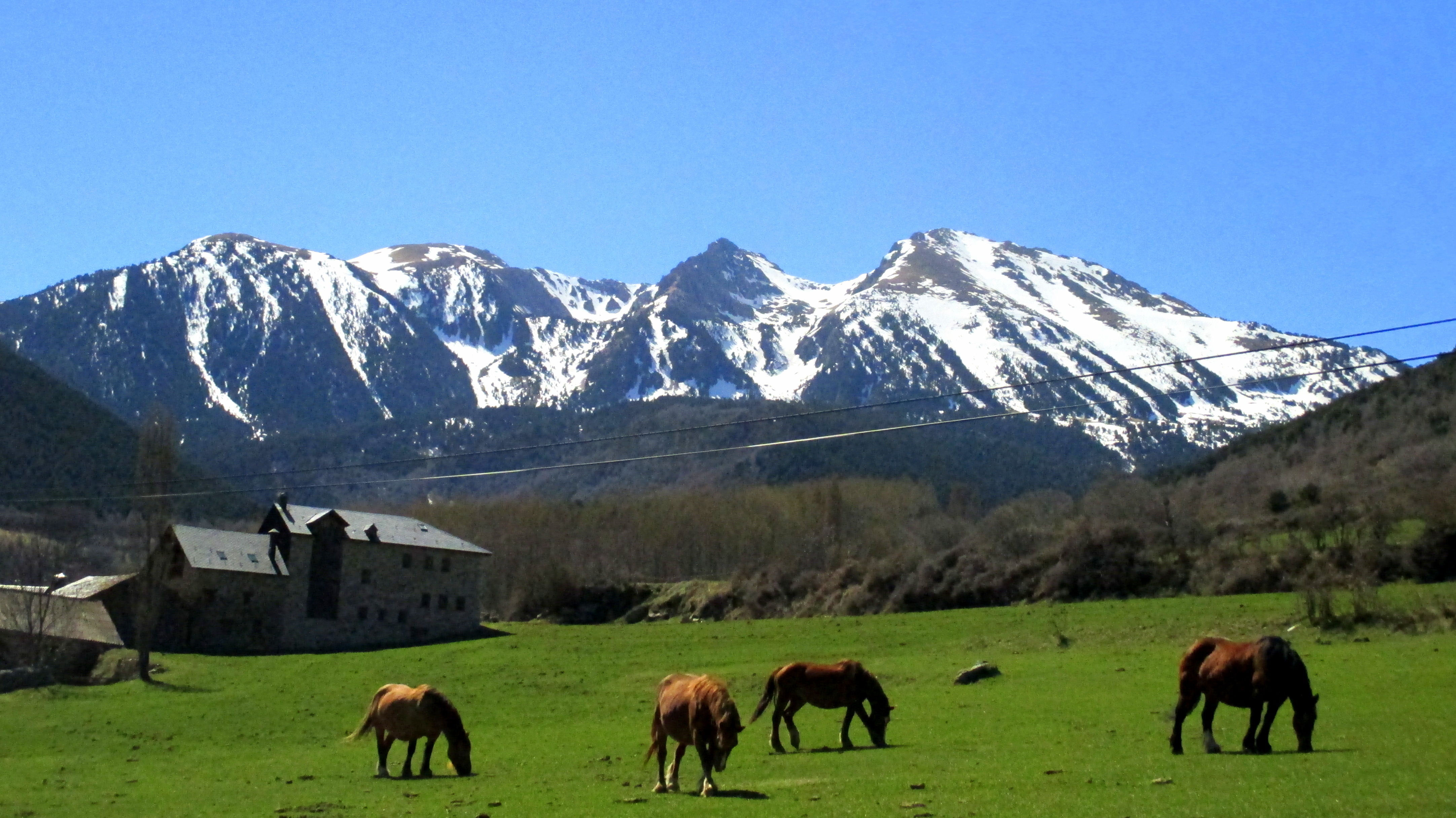
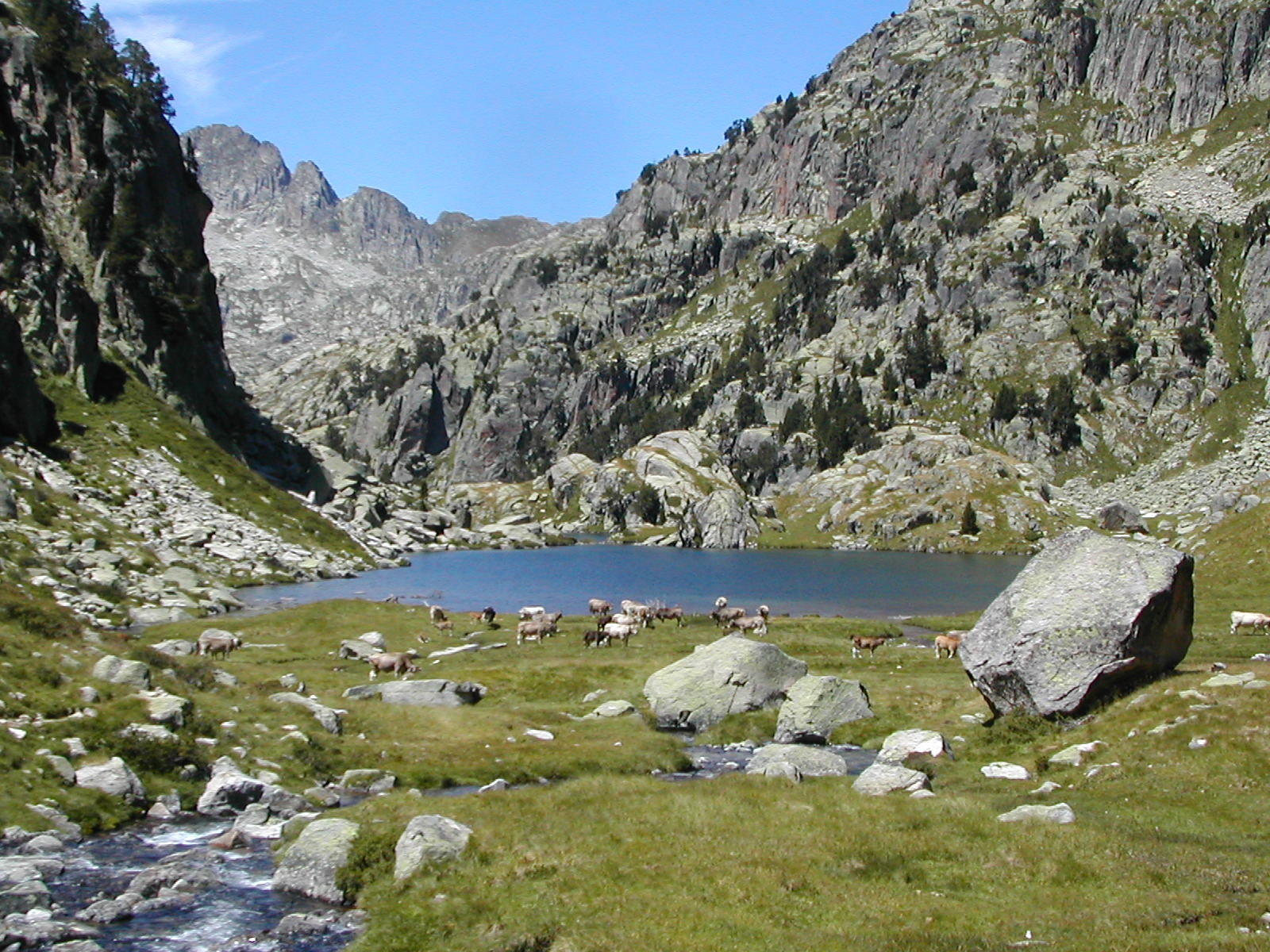
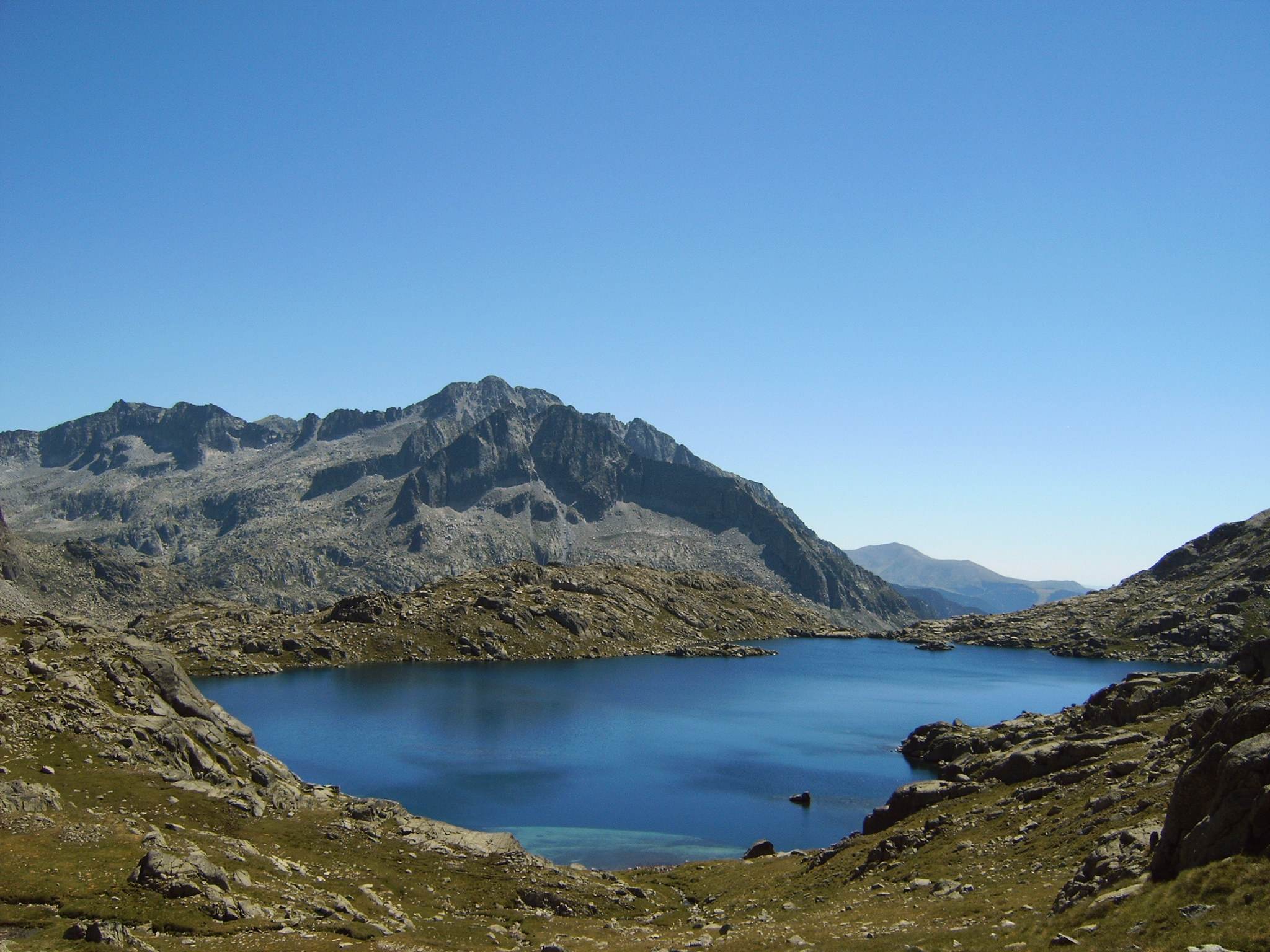
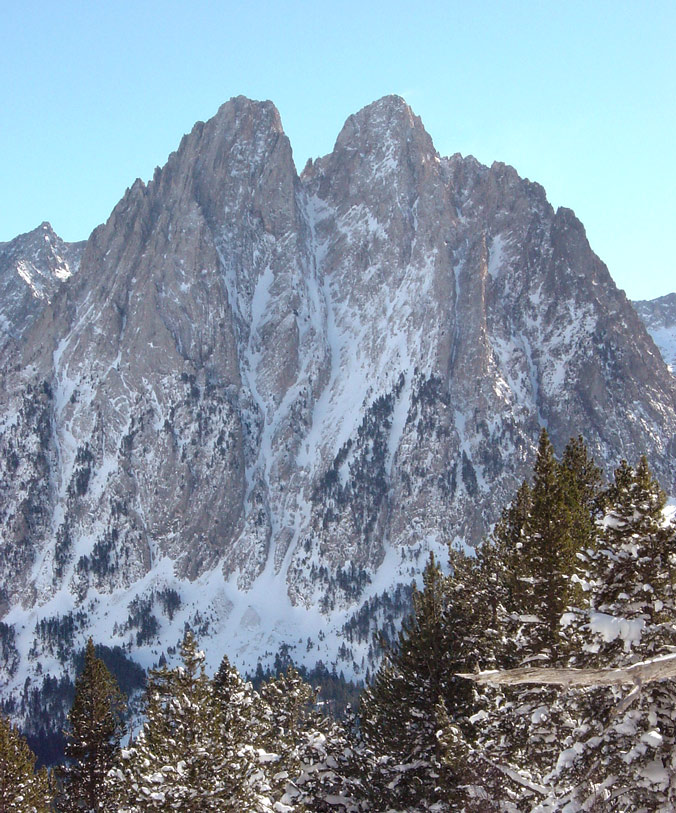
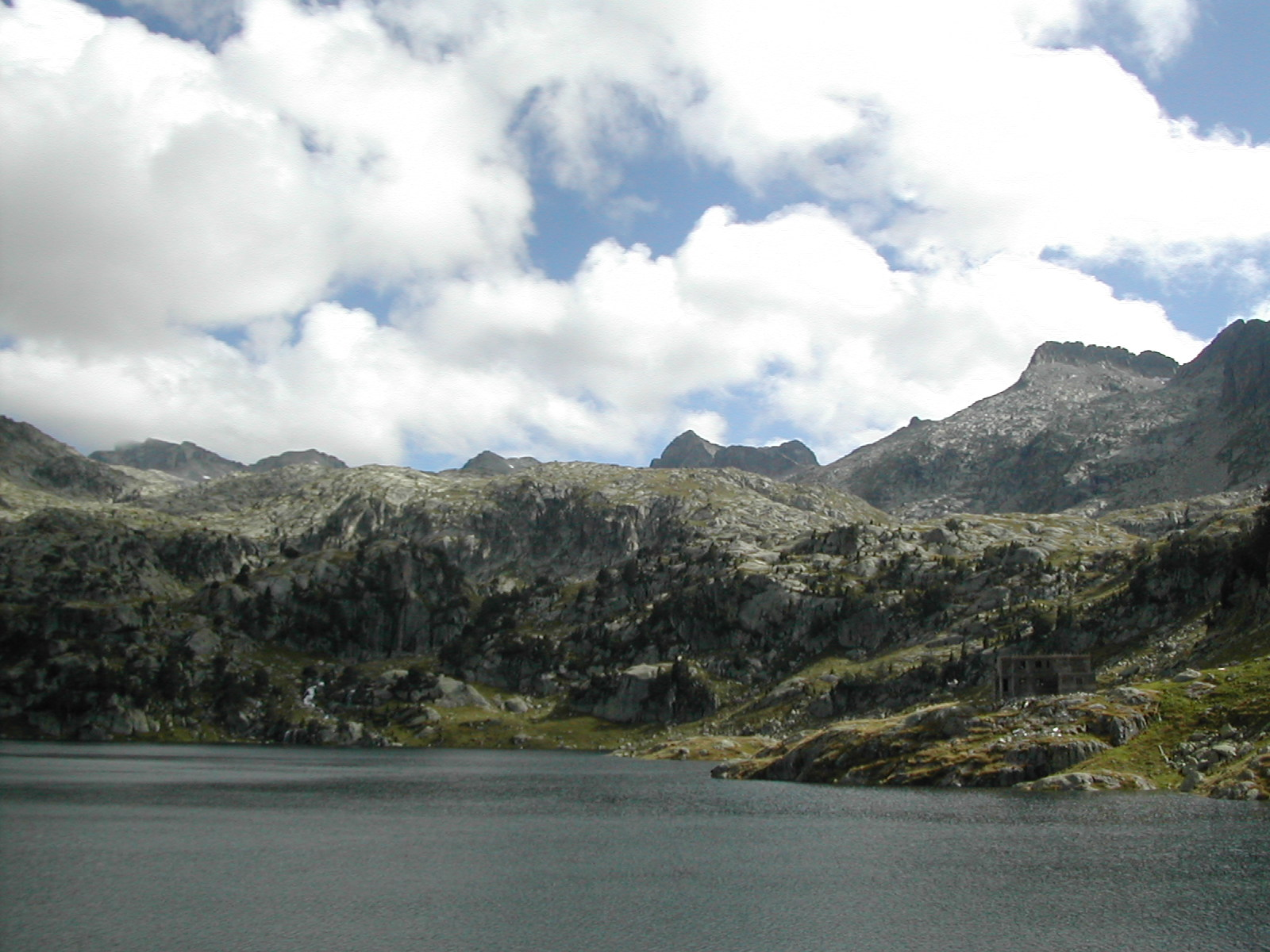
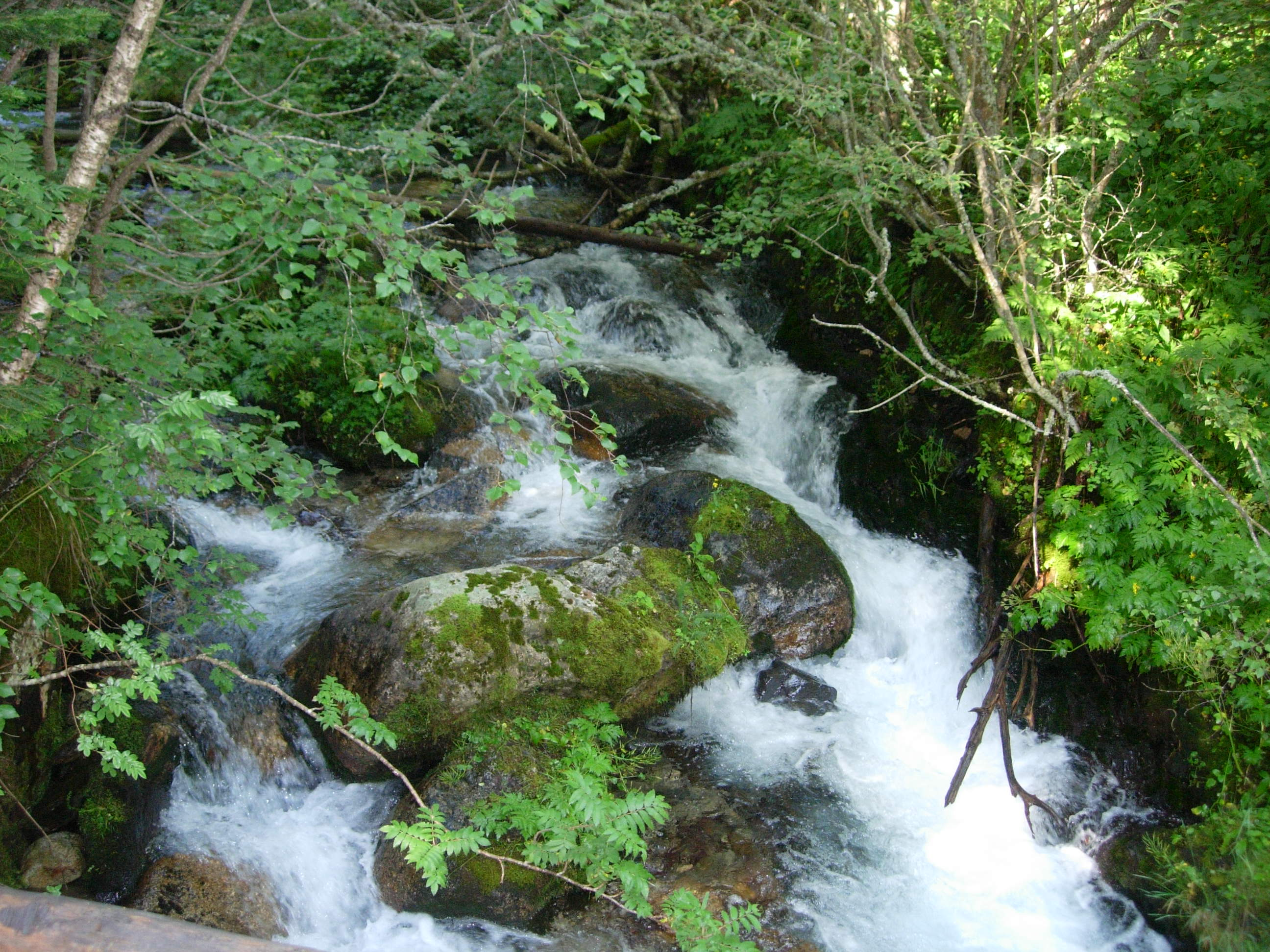
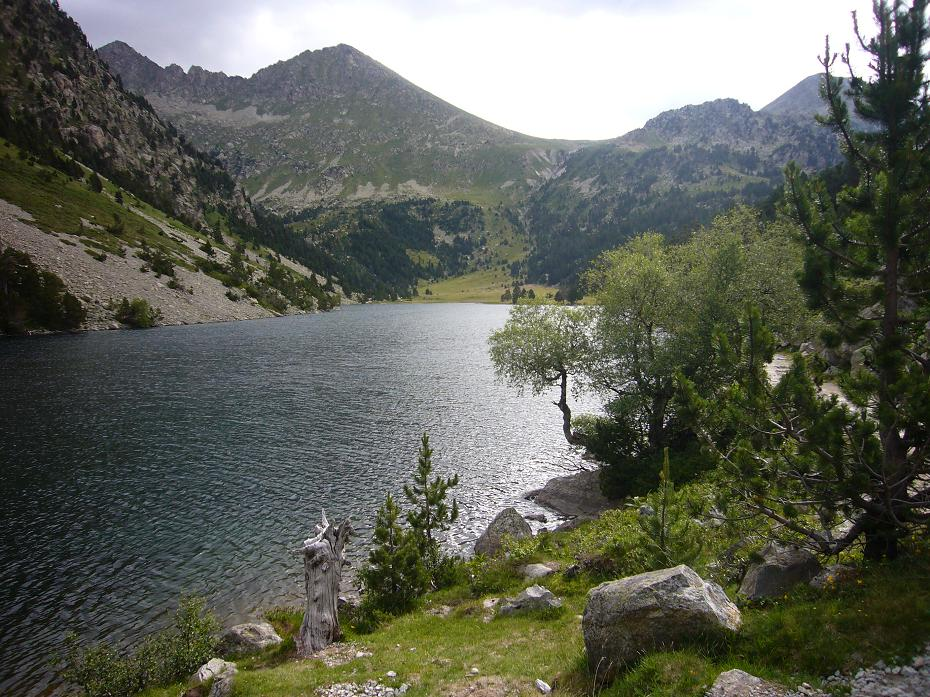
Het bergmeer Estany Llong

Aigüestortes i Estany de Sant Maurici · 
Archipiélago de Cabrera ·   
Cabañeros · 
Caldera de Taburiente · 
Doñana · 
Garajonay · 
Islas Atlánticas de Galicia · 
Monfragüe · 
Ordesa y Monte Perdido · 
Picos de Europa · 
Sierra de Guadarrama · 
Sierra de las Nieves ·
Sierra Nevada · 
Tablas de Daimiel · 
Teide · 
Timanfaya